# دهان‌لانه‌ماهی
دهان‌لانه‌ماهی (نام علمی: Apogon) نام یک سرده از تیره دهان‌لانه‌ماهیان است.